# 2014 Idol Star Athletics Championships
2014 Idol Star Athletics Championships (kor. 2014 설특집 아이돌스타 육상 양궁 풋살 컬링 선수권대회) – ósma edycja ISAC. Zawody odbyły się 7 stycznia 2014 roku Jamsil Arena w Seulu (Korea Południowa). Były transmitowane przez stację MBC 30 i 31 stycznia 2014 roku. 230 zawodników podzielonych na 4 drużyny konkurowało ze sobą w 10 konkurencjach.

## Zawodnicy
- Drużyna A: SHINee, EXO, Infinite, Tasty, Block B, NU’EST, 5urprise, Royal Pirates, Baek Seung-heon, After School, Dal Shabet, Hello Venus, WASSUP, Lovelyz
- Drużyna B: BEAST, BTOB, B.A.P, Roh Ji-hoon, MBLAQ, Pure, J Jun, C-CLOWN, Apink, 4minute, SECRET, Girl’s Day, AOA, TINT, Kim Saeng Yoon
- Drużyna C: ZE:A, U-KISS, VIXX, A-JAX, BIGSTAR, Topp Dogg, Boys Republic, M.I.B, K-Hunter, RAINBOW, Jewelry, Nine Muses, LPG, TINY-G, Blady
- Drużyna D: 2AM, B1A4, Teen Top, Gu Ja-myeong, Eric Nam, Sam Carter, 100%, BTS, HISTORY, Sean Lee, SISTAR, Crayon Pop, Ladies' Code, BESTie, TAHITI, Skarf

## Zwycięzcy

### Mężczyźni

#### Lekkoatletyka
| Konkurencja             | złoto                                                                         | złoto                                                                         | srebro                                                                 | srebro                                                                 | brąz                                                        | brąz                                                        |
| ----------------------- | ----------------------------------------------------------------------------- | ----------------------------------------------------------------------------- | ---------------------------------------------------------------------- | ---------------------------------------------------------------------- | ----------------------------------------------------------- | ----------------------------------------------------------- |
| 60 m                    | Drużyna B Lee Min-hyuk (BTOB)                                                 | 6,40 s                                                                        | Drużyna D Sanghoon (100%)                                              | 6,79 s                                                                 | Drużyna D Baro (B1A4)                                       | b.d.                                                        |
| Sztafeta 4 × 100 metrów | Drużyna A Daeryong (Tasty) Soryong (Tasty) Woohyun (INFINITE) Hoya (INFINITE) | Drużyna A Daeryong (Tasty) Soryong (Tasty) Woohyun (INFINITE) Hoya (INFINITE) | Drużyna B Daehyun (B.A.P) Youngjae (B.A.P) Zelo (B.A.P) Jongup (B.A.P) | Drużyna B Daehyun (B.A.P) Youngjae (B.A.P) Zelo (B.A.P) Jongup (B.A.P) | Drużyna C Hongbin (VIXX) Hyuk (VIXX) Ken (VIXX) Ravi (VIXX) | Drużyna C Hongbin (VIXX) Hyuk (VIXX) Ken (VIXX) Ravi (VIXX) |
| Skok wzwyż              | Drużyna B Lee Min-hyuk (BTOB)                                                 | 1,85 m                                                                        | Drużyna C Seonghak (BIGSTAR)                                           | 1,8 m                                                                  | Drużyna D Sanghoon (100%)                                   | 1,75 m                                                      |

#### Łucznictwo
| Konkurencja              | złoto                     | srebro               | brąz                        |
| ------------------------ | ------------------------- | -------------------- | --------------------------- |
| Łucznictwo indywidualnie | Drużyna B Thunder (MBLAQ) | Drużyna D CNU (B1A4) | Drużyna C Hyeongkon (A-JAX) |

### Futsal
| Konkurencja | złoto     | srebro    | brąz      |
| ----------- | --------- | --------- | --------- |
| Futsal      | Drużyna B | Drużyna D | Drużyna C |

### Kobiety

#### Lekkoatletyka
| Konkurencja             | złoto                                                                             | złoto                                                                             | srebro                                                                                      | srebro                                                                                      | brąz                                                                           | brąz                                                                           |
| ----------------------- | --------------------------------------------------------------------------------- | --------------------------------------------------------------------------------- | ------------------------------------------------------------------------------------------- | ------------------------------------------------------------------------------------------- | ------------------------------------------------------------------------------ | ------------------------------------------------------------------------------ |
| 60 m                    | Drużyna A Gaeun (Dal Shabet)                                                      | 7,68 s                                                                            | Drużyna D Jisoo (TAHITI)                                                                    | b.d.                                                                                        | Drużyna A Sujin (WASSUP)                                                       | b.d.                                                                           |
| Sztafeta 4 × 100 metrów | Drużyna B Bomi (Apink) Oh Ha-young (Apink) Son Na-eun (Apink) Kim Nam-joo (Apink) | Drużyna B Bomi (Apink) Oh Ha-young (Apink) Son Na-eun (Apink) Kim Nam-joo (Apink) | Drużyna A Kaeun (After School) Lizzy (After School) Raina (After School) Lime (Hello Venus) | Drużyna A Kaeun (After School) Lizzy (After School) Raina (After School) Lime (Hello Venus) | Drużyna C Woori (RAINBOW) Jisook (RAINBOW) Noeul (RAINBOW) Hyunyoung (RAINBOW) | Drużyna C Woori (RAINBOW) Jisook (RAINBOW) Noeul (RAINBOW) Hyunyoung (RAINBOW) |

#### Łucznictwo
| Konkurencja              | złoto                            | srebro                  | brąz                              |
| ------------------------ | -------------------------------- | ----------------------- | --------------------------------- |
| Łucznictwo indywidualnie | Drużyna B Kwon So-hyun (4minute) | Drużyna D Bora (SISTAR) | Drużyna C Kim Jae-kyung (RAINBOW) |

#### Curling
| Drużyna kobieca | Drużyna C LPG | Drużyna B Girl’s Day | Drużyna A Dal Shabet Drużyna C Nine Muses | – |

### Mieszane
| Konkurencja             | złoto                                                                                  | srebro                                                                             | brąz                                                                           |
| ----------------------- | -------------------------------------------------------------------------------------- | ---------------------------------------------------------------------------------- | ------------------------------------------------------------------------------ |
| Sztafeta 4 × 100 metrów | Drużyna A Jooyeon (After School) Woohyun (INFINITE) Gaeun (Dal Shabet) Hoya (INFINITE) | Drużyna B Hyoseong (Secret) Lee Min-hyuk (BTOB) Son Na-eun (Apink) Daehyun (B.A.P) | Drużyna D Rise (Ladies' Code) Chunji (Teen Top) Jisoo (TAHITI) Gongchan (B1A4) |

## Klasyfikacja
| Pozycja | Drużyna   | Złoto | Srebro | Brąz | Razem |
| ------- | --------- | ----- | ------ | ---- | ----- |
| 1       | Drużyna B | 6     | 2      | 0    | 8     |
| 2       | Drużyna A | 3     | 1      | 2    | 6     |
| 3       | Drużyna B | 3     | 2      | 1    | 6     |
| 4       | Drużyna C | 1     | 1      | 6    | 8     |
| 5       | Drużyna D | 0     | 5      | 2    | 7     |

## Oglądalność
| No. | Data emisji | AGB Nielsen |
| --- | ----------- | ----------- |
| 1   | 2014.01.30  | 7,5%        |
| 2   | 2014.01.31  | 6,9%        |